# Jonas Mågård
Jonas Mågård (ur. 8 czerwca 1992 w Randers) – duński zawodnik MMA występujący w wadze koguciej. Walczył dla takich organizacji jak m.in. BAMMA, Cage Warriors czy też ACA. Od 28 listopada 2020 do 28 maja 2021 mistrz polskiej federacji FEN w wadze koguciej. Od sierpnia 2021 roku jest zawodnikiem czesko-słowackiej organizacji Oktagon MMA, a od 6 listopada 2021 do 28 lipca 2023 był mistrzem w wadze koguciej.

## Osiągnięcia i nagrody

### Mieszane sztuki walki
- Fight Exclusive Night
  - 2020-2021: Mistrz FEN w wadze koguciej
- Nordic MMA Awards - MMAviking.com
  - 2021: Najbardziej perspektywiczny zawodnik z roku 2020 krajów nordyckich[4]
- Oktagon MMA
  - 2021-2023: Mistrz Oktagon MMA w wadze koguciej

## Lista walk w MMA
| Wynik     | Bilans | Przeciwnik (bilans przed walką) | Rozstrzygnięcie                              | Runda | Czas | Rozgrywki                                     | Data       | Miejsce             | Uwagi                                                                 |
| --------- | ------ | ------------------------------- | -------------------------------------------- | ----- | ---- | --------------------------------------------- | ---------- | ------------------- | --------------------------------------------------------------------- |
| Wygrana   | 18-7   | Farbod Iran Nezhad (12-3-1)     | Decyzja (jednogłośna)                        | 3     | 5:00 | Oktagon 73: Eckerlin vs. Pukač                | 28.06.2025 | Hamburg             |                                                                       |
| Przegrana | 17-7   | Igor Severino (8-1)             | Decyzja (niejednogłośna)                     | 3     | 5:00 | Oktagon 65: Paradeiser vs. Keita 2            | 29.12.2024 | Praga               |                                                                       |
| Wygrana   | 17-6   | Josh Hill (22-6)                | Decyzja (jednogłośna)                        | 3     | 5:00 | Oktagon 59: Summer Party                      | 20.07.2024 | Bratysława          |                                                                       |
| Wygrana   | 16-6   | Jack Cartwright (11-1)          | Decyzja (jednogłośna)                        | 3     | 5:00 | Oktagon 52: Mågård vs. Cartwright             | 27.01.2024 | Newcastle upon Tyne | Main Event                                                            |
| Przegrana | 15-6   | Felipe Lima (11-1)              | Decyzja (jednogłośna)                        | 5     | 5:00 | Oktagon 45 Special: Mågård vs. Lima           | 28.07.2023 | Praga               | Stracił pas mistrzowski Oktagon MMA w wadze koguciej. Main Event      |
| Wygrana   | 15-5   | Gustavo Lopez (13-6)            | TKO (prawy hak i ciosy pięściami w parterze) | 2     | 0:31 | Oktagon 41: Mågård vs. Lopez                  | 15.04.2023 | Liberec             | Obronił pas mistrzowski Oktagon MMA w wadze koguciej. Main Event      |
| Wygrana   | 14-5   | Filip Macek (25-15-1)           | Decyzja (jednogłośna)                        | 5     | 5:00 | Oktagon Prime 4: Macek vs. Mågård             | 06.11.2021 | Pardubice           | Zdobył pas mistrzowski Oktagon MMA w wadze koguciej. Main Event       |
| Wygrana   | 13-5   | Elnur Veliev (9-1-1)            | Poddanie (duszenie gilotynowe)               | 2     | 2:50 | Oktagon 27: Buchinger vs. Barborík            | 11.09.2021 | Bratysława          | Debiut w Oktagon MMA                                                  |
| Przegrana | 12-5   | Frans Mlambo (9-5)              | Poddanie (duszenie gilotynowe)               | 1     | 1:07 | FEN 34: Totalbet Fight Night                  | 28.05.2021 | Warszawa            | Stracił pas mistrzowski FEN w wadze koguciej. Co-Main Event           |
| Wygrana   | 12-4   | Sebastian Romanowski (14-8-1)   | Decyzja (jednogłośna)                        | 5     | 5:00 | FEN 31: Lotos Fight Night Łódź                | 28.11.2020 | Łódź                | Zdobył pas mistrzowski FEN w wadze koguciej. Bonus za występ wieczoru |
| Wygrana   | 11-4   | Liam Gittins (5-0)              | Decyzja (jednogłośna)                        | 3     | 5:00 | Cage Warriors 112                             | 07.03.2020 | Manchester          |                                                                       |
| Wygrana   | 10-4   | Fernando Flores (5-3)           | Decyzja (jednogłośna)                        | 3     | 5:00 | Danish MMA Night                              | 09.06.2018 | Brøndbyvester       |                                                                       |
| Wygrana   | 9-4    | Diego Barbosa (4-1)             | Decyzja (jednogłośna)                        | 3     | 5:00 | BAMMA 34: Lohoré vs. Brazier                  | 09.03.2018 | Londyn              |                                                                       |
| Przegrana | 8-4    | Mike Ekundayo (4-0)             | Poddanie (duszenie zza pleców)               | 2     | 2:07 | Rise of Champions 5                           | 17.02.2018 | Brentwood           |                                                                       |
| Wygrana   | 8-3    | Michail Chrisopoulus (3-3)      | Poddanie (japoński krawat)                   | 1     | 2:35 | ACB 75                                        | 25.11.2017 | Stuttgart           |                                                                       |
| Wygrana   | 7-3    | Brett Healy (2-8)               | Poddanie (japoński krawat)                   | 1     | 3:15 | Golden Ticket Fight Promotions: Fight Night 6 | 09.09.2017 | Wolverhampton       |                                                                       |
| Wygrana   | 6-3    | Zsolt Fényes (6-14)             | Decyzja (jednogłośna)                        | 3     | 5:00 | Octagon Athletes 4                            | 01.04.2017 | Kopenhaga           |                                                                       |
| Wygrana   | 5-3    | Nepomuk Minarik (2-3)           | KO                                           | 1     |      | MMA Galla 02                                  | 04.03.2017 | Odense              |                                                                       |
| Wygrana   | 4-3    | Zoltán Turi (4-8)               | Poddanie (japoński krawat)                   | 2     |      | Fight Festival: Rock 'N' Roll & Oretaever     | 03.09.2016 | Kjellerup           |                                                                       |
| Wygrana   | 3-3    | Steven Gardener (3-4)           | Poddanie (japoński krawat)                   | 1     | 4:59 | ICE FC 16                                     | 18.06.2016 | South Shields       |                                                                       |
| Wygrana   | 2-3    | Nils Henrik Tjikkom (1-4)       | Poddanie (japoński krawat)                   | 1     |      | ICE FC 15                                     | 28.05.2016 | Kopenhaga           |                                                                       |
| Przegrana | 1-3    | Daryl Golding (2-0)             | TKO (ciosy łokciami i pięściami)             | 3     | 1:06 | ICE FC 11                                     | 20.02.2016 | Liverpool           |                                                                       |
| Przegrana | 1-2    | Peter Ligier (4-1)              | Poddanie (dźwignia prosta na staw łokciowy)  | 3     | 3:30 | UCL 23                                        | 23.05.2015 | Kopenhaga           |                                                                       |
| Przegrana | 1-1    | Aslan Gunoyev (3-1)             | Poddanie                                     | 2     |      | Strength and Honour 10                        | 04.10.2014 | Dessel              |                                                                       |
| Wygrana   | 1-0    | Eduard Heinz (3-7)              | Poddanie (duszenie zza pleców)               | 1     | 2:32 | European MMA 8: It's now or never             | 22.02.2014 | Frederiksberg       | Debiut w MMA                                                          |